# هينينج ينسن (ممثل)
هينينج ينسن (بالألمانية: Henning Jensen ) (و. 1943 – م) هو ممثل، وممثل صوت، وممثل مسرحي، وممثل أفلام من الدنمارك .

## روابط خارجية
- هينينج ينسن على موقع IMDb (الإنجليزية)
- هينينج ينسن على موقع ألو سيني (الفرنسية)
- هينينج ينسن على موقع أول موفي (الإنجليزية)
- هينينج ينسن على موقع قاعدة بيانات الأفلام السويدية (السويدية)
- هينينج ينسن على موقع قاعدة بيانات الفيلم (الإنجليزية)
- هينينج ينسن على موقع كينوبويسك (الروسية)